# Psychoda saites
Psychoda saites és una espècie d'insecte dípter pertanyent a la família dels psicòdids.

## Descripció
- Femella: color marronós, antenes d'1,18 mm de llargària i amb 15 artells, ales de 2,17-2,20 de longitud i 0,80-0,90 d'amplada i placa subgenital gran i amb forma de mitja lluna a l'àpex.
- El mascle no ha estat encara descrit.[2]

## Distribució geogràfica
Es troba a les illes Filipines: Mindanao.